# Emilio Loudet
Emilio Loudet fue un médico argentino de fines del siglo XIX y comienzos del XX, con una destacada carrera en las provincias de Buenos Aires y Santa Fe, territorios donde fundó tres hospitales.

## Biografía
Emilio Loudet nació el 28 de noviembre de 1872 en la ciudad de Buenos Aires, hijo de Bartolomé Loudet (1823-1887), químico francés y precursor de la fotografía en el país, y de Elena Bourcou.
Tras efectuar sus estudios preparatorios en el Colegio Nacional de Buenos Aires, ya huérfano siguió los pasos de su hermano mayor e ingresó a la Facultad de Medicina de la Universidad de Buenos Aires.
Fue practicante mayor en el Hospital de Clínicas José de San Martín y en el Servicio de Cirugía dirigido por Máximo Castro en el Hospital de Niños San Luis Gonzaga y se desempeñó como primer ayudante de bacteriología en el Instituto Bacteriológico dependiente del Departamento Nacional de Higiene, donde colaboró con el profesor Carlos Gregorio Malbrán.
En 1892 fue designado secretario de la Inspección General de Enseñanza Secundaria, Normal y Especial, dependiente del Ministerio de Justicia e Instrucción Pública entonces a cargo de Amancio Alcorta.
En 1896 obtuvo la cátedrá de Ciencias Naturales en la Escuela de Comercio Carlos Pellegrini.
En 1897 Emilio Loudet se doctoró con una tesis titulada Diagnóstico de la Tuberculosis, ensayo que mereció el elogio de las autoridades en la materia, entre ellos el profesor Gregorio Aráoz Alfaro. La enfermedad objeto de su estudio había acabado con la vida de su hermano en 1894.
Ya recibido el gobierno nacional lo destacó con urgencia a la isla Martín García ante la aparición de un brote de fiebre amarilla. Loudet llevó a cabo su cometido con eficacia lo que le valió a su regreso una felicitación oficial.
Poco tiempo después dejó la ciudad de Buenos Aires para continuar el ejercicio de su profesión en el interior de la provincia de Buenos Aires.
Fundó y dirigió los hospitales de los partidos de Marcos Paz y Chivilcoy. En este último, inauguró en 1899 la Sala de Cirugía, la cual llevaría años después su nombre como homenaje.
Pasó luego a la provincia de Santa Fe, donde ejercería el resto de su vida. 
En 1902 fundó en la ciudad de Casilda el Hospital Provincial San Carlos así como el Tiro Federal de Casilda. Fue médico de tribunales en Rosario (Argentina), donde dirigió la Asistencia Pública y el Instituto Bacteriológico Municipal (1915).
Falleció en la ciudad de Santa Fe el 1 de enero de 1923.
Su hermano mayor Osvaldo Loudet también tuvo una destacada carrera en medicina que la muerte truncó prematuramente. Su sobrino, llamado también Osvaldo Loudet fue un médico y escritor argentino, especializado en psiquiatría, criminología y medicina legal.